# Стријежевица (Добој)
Стријежевица је насељено мјесто у граду Добој, Република Српска, БиХ. Према попису становништва из 2013. у насељу је живјело 435 становника.

## Географија
Налази се на Озрену.

## Становништво
| Демографија | Демографија | Демографија |
| Година      | Становника  | Становника  |
| ----------- | ----------- | ----------- |
| 1961.       | 812         |             |
| 1971.       | 733         |             |
| 1981.       | 701         |             |
| 1991.       | 597         |             |
| 2013.       | 435         |             |

## Знамените личности
- Цвијетин Тодић, командант Озренског четничког корпуса ЈВУО.